# Patlıcan kebabı
|  | Aquest article tracta sobre el estofat turc. Si cerqueu el kebab, vegeu «Patlıcanlı kebap». |

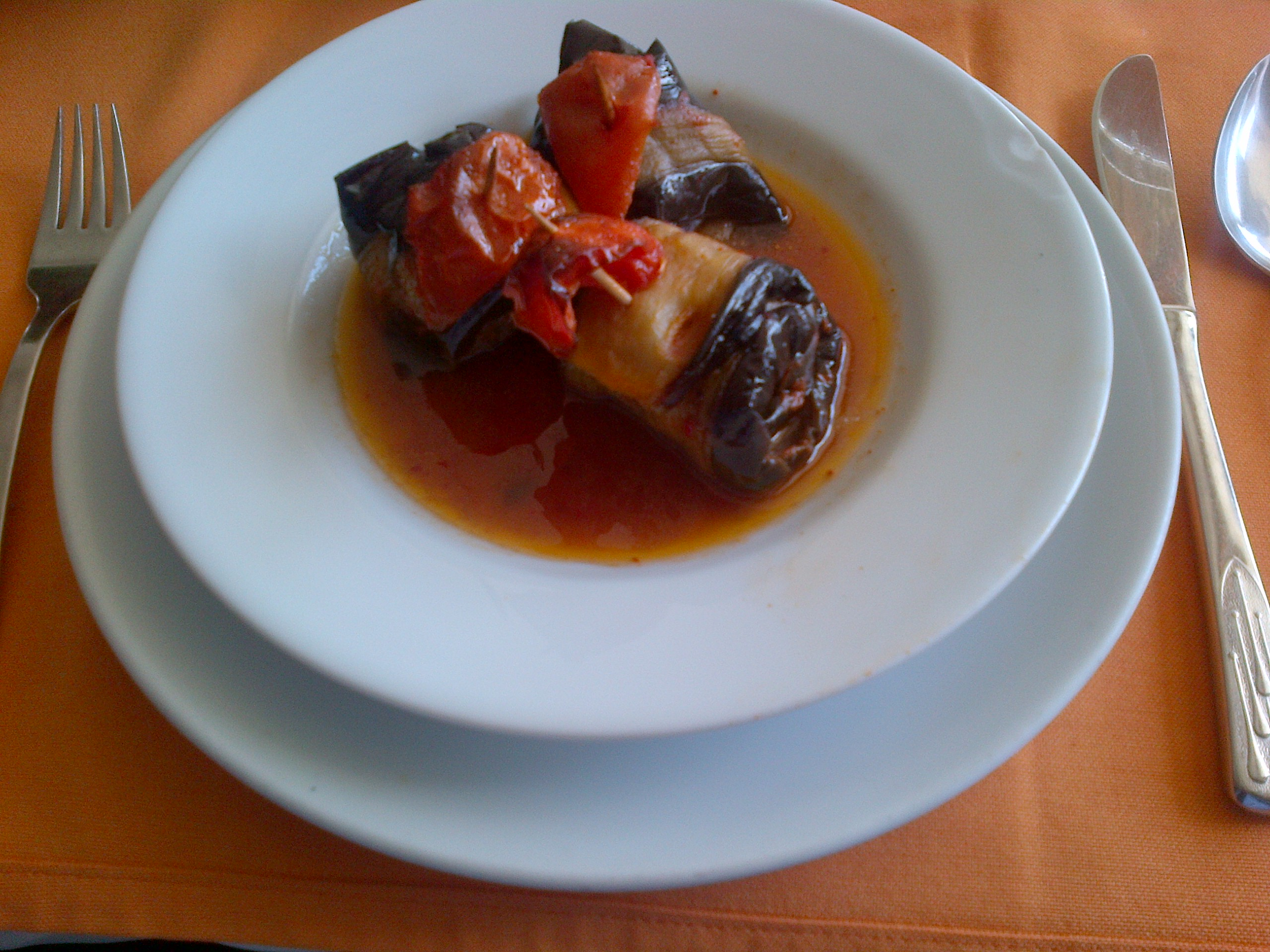
Patlıcan islim kebabı

Patlıcan kebabı o islim kebabı és un estofat de la cuina turca fet amb albergínia i carn de vedella (o de vegades d'ovella) com a ingredients bàsics. No és un kebap. Per això, cal no confondre'l amb el "patlıcanlı kebap". Els altres ingredients d'aquest estofat són cebes, pebrots verds i vermells, salça, oli de cuinar, sal i espècies.

## Preparació i consum
Es tracta d'albergínies pelades i fregides que s'enrotllen al voltant de petits trossos de carn, normalment de filet de vedella, que són prèviament saltats amb cebes, pebre i tomàquets. La peça es fixa amb un escuradents, afegint a sobre de cada pilota una capa de tomàquet i una altra de pebre verd per decoració. Tot això es cou al forn, amb una salsa de salça diluïda amb aigua a sobre i s'acaba de cuinar.
Aquest plat generalment se serveix amb "pilav", arròs pilaf a l'estil turc.